# El Raval

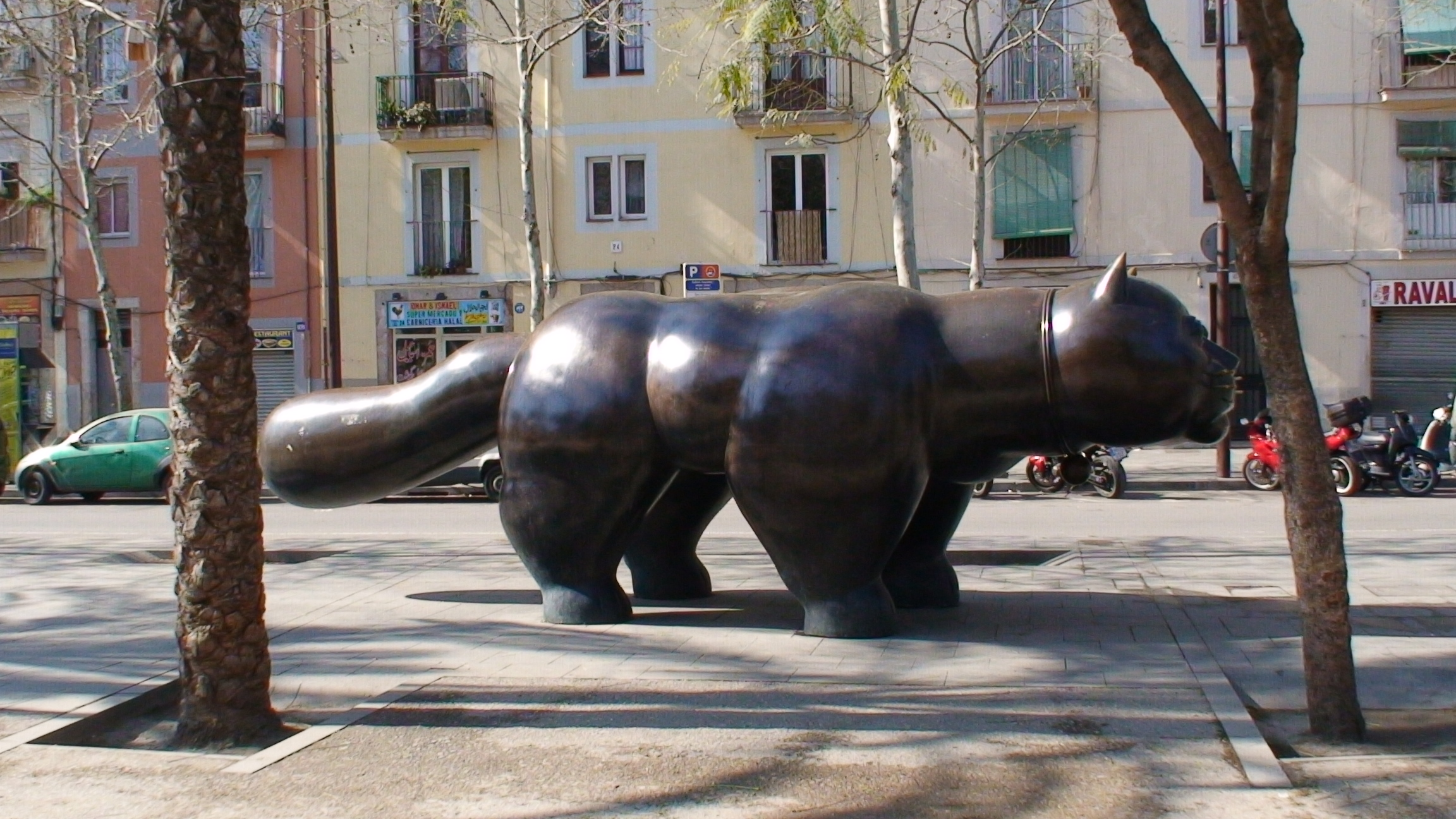
Kot z Raval, rzeźba Fernando Botero

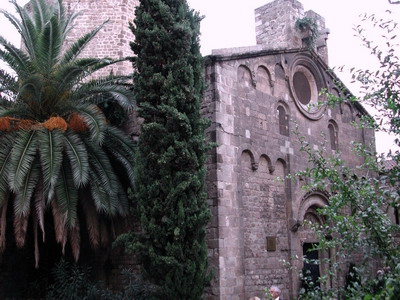
Klasztor Sant Pau de Camp

El Raval — średniowieczna dzielnica Barcelony stanowiąca część Ciutat Vella, znana również nieformalnie jako Barri Xino (pol. dzielnica chińska), co odwołuje się do jej kosmopolitycznego charakteru. Zamieszkuje ją ok. 45 tys. osób (stan na 2023 rok). W 2005 roku blisko 50% populacji Raval stanowili imigranci. W przeszłości dzielnica cieszyła się fatalną sławą z powodu powszechnej na jej terenie prostytucji i przestępczości. Obecnie, po zmianach przeprowadzonych w Raval przez władze Barcelony obszar ten zyskuje sobie reputację dzielnicy artystycznej i turystycznej. Duży wpływ na ten fakt miała budowa w Raval Muzeum Sztuki Współczesnej (Museu d'Art Contemporàni de Barcelona, MACBA) oraz Centrum Kultury Współczesnej (Centre de Cultura Contemporàna de Barcelona, CCCB). Podobnie jak położona po drugiej stronie alei La Rambla Barri Gòtic Raval zachowała jednak zasadniczo średniowieczny układ wąskich uliczek i wysokich budynków.

## Metro
Przez Raval przechodzą linie L2 i L3 barcelońskiego metra.